# Communauté de communes du Pays Chablisien
Die Communauté de communes du Pays Chablisien ist ein ehemaliger französischer Gemeindeverband mit der Rechtsform einer Communauté de communes im Département Yonne in der Region Bourgogne-Franche-Comté. Sie wurde am 1. Januar 2014 gegründet und umfasste 25 Gemeinden. Der Verwaltungssitz befand sich im Ort Chablis.

## Historische Entwicklung
Der Gemeindeverband entstand 2014 durch die Fusion der Vorgängerorganisationen Communauté de communes du Chablisien und Communauté de communes de la Vallée du Serein unter Einbeziehung weiterer Gemeinden.
Mit Wirkung vom 1. Januar 2017 fusionierte der Gemeindeverband mit der Communauté de communes Entre Cure et Yonne und bildete so die Nachfolgeorganisation Communauté de communes Chablis, Villages et Terroirs.

## Ehemalige Mitgliedsgemeinden
1. Aigremont
2. Beine
3. Béru
4. Carisey
5. Chablis
6. La Chapelle-Vaupelteigne
7. Chemilly-sur-Serein
8. Chichée
9. Courgis
10. Fleys
11. Fontenay-près-Chablis
12. Lichères-près-Aigremont
13. Lignorelles
14. Ligny-le-Châtel
15. Maligny
16. Méré
17. Nitry
18. Poilly-sur-Serein
19. Pontigny
20. Préhy
21. Rouvray
22. Saint-Cyr-les-Colons
23. Varennes
24. Venouse
25. Villy